# Marshall Browne
Pour les articles homonymes, voir Browne.
Marshall Browne, né le 27 novembre 1935 à Melbourne et mort le 14 février 2014 dans la même ville, est un écrivain australien, auteur de roman policier et de roman historique.

## Biographie
Marshall Browne est un banquier d'affaires vivant successivement à Hong Kong, à Londres et au Bhoutan avant de revenir à Melbourne. Il a servi dans les commandos des forces australiennes et comme parachutiste dans les forces britanniques.
En 1981, il publie son premier roman, Dragon Strike. En 1996, il commence une trilogie historique, The Melbourne Trilogy. En 1999, avec The Wooden Leg of Inspector Anders, il commence une série consacrée à l'inspecteur Anders, un inspecteur de police unijambiste, spécialisé dans la lutte contre le terrorisme en Italie. Avec ce roman, il est lauréat du prix Ned Kelly 2000 du meilleur premier roman.

## Œuvre

### Romans

#### SérieInspector Anders
- The Wooden Leg of Inspector Anders (en) (1999)
- Inspector Anders and the Ship of Fools (2002)
- Inspector Anders and the Blood Vendetta (2006)

#### The Melbourne Trilogy
- The Gilded Cage (1996)
- The Burnt City (1999)
- The Trumpeting Angel (2001)

#### SérieFrank Schmidt
- The Eye of the Abyss (2003)
- The Iron Heart (2009)

#### Autres romans
- Dragon Strike (1981)
- City of Masks (1981)
- Dark Harbour (1984)
- Rendezvous at Kamakura Inn (2005)

### Recueil de nouvelles
- Point of Departure, Point of Return (2003)

## Prix et distinctions

### Prix
- Prix Ned Kelly 2000 du meilleur premier roman pour The Wooden Leg of Inspector Anders[2]

### Nominations
- The Los Angeles Times Book Prize 2002 pour The Wooden Leg of Inspector Anders[3]
- Prix Ned Kelly 2002 du meilleur roman pour Inspector Anders and the Ship of Fools[2]
- Prix Ned Kelly 2003 du meilleur roman pour The Eye of the Abyss[2]
- Prix Ned Kelly 2006 du meilleur roman pour Rendezvous at Kamakura Inn[2]